# Щеулов, Василий Петрович
Васи́лий Петро́вич Щеу́лов (19 марта 1923, Голодяевка, Симбирская губерния — не ранее 2003) — советский хозяйственный, государственный и политический деятель.

## Биография
Родился в 1923 году в селе Голодяевка (ныне — Садовое в Новоспасском районе Ульяновской области). Член КПСС.
Участник Великой Отечественной войны. С 1946 года — на хозяйственной, общественной и политической работе. В 1946—1981 гг. — тракторист, бригадир, председатель колхоза «Начало», председатель колхоза «Родина» Сызранского района Куйбышевской области.
Избирался депутатом Верховного Совета СССР 8-го и 9-го созывов.
Почётный гражданин Сызранского района.
Умер 6 июля 2007 года.